# 望京東駅
座標: 北緯40度0分6.42秒 東経116度28分51.50秒 / 北緯40.0017833度 東経116.4809722度
望京東駅（ぼうけいひがしえき）は北京市朝陽区に位置する北京地下鉄15号線の駅である。

## 歴史
- 2010年12月30日 - 北京地下鉄15号線が開通したがこの駅は未完成なので通過。
- 2016年12月31日 - 当駅開業。[1][2]

## 駅構造

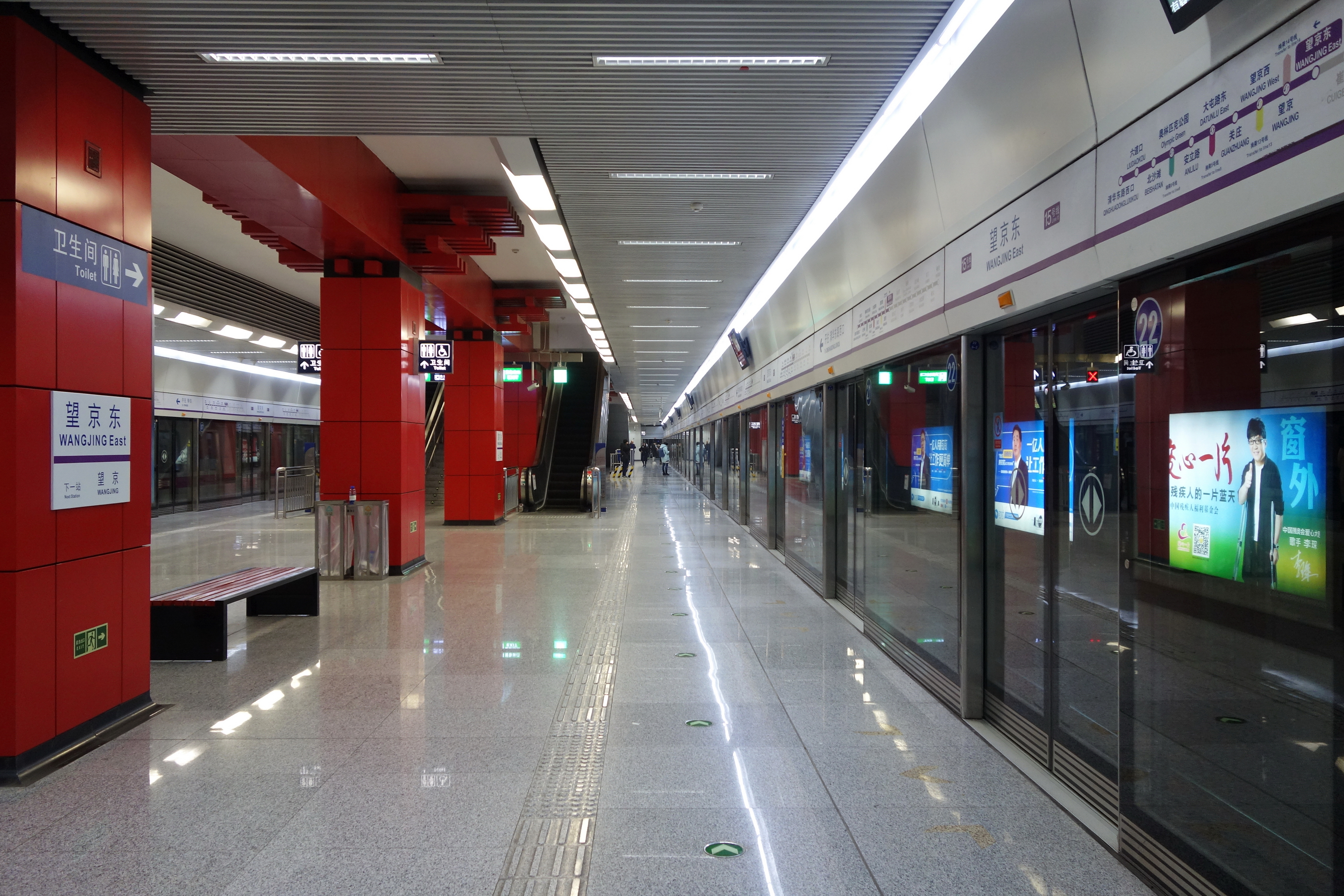
ホーム

島式ホーム1面2線を有する地下駅。中国紅を基調としている。

## 隣の駅
北京地下鉄
■15号線
望京駅 - 望京東駅 - 崔各荘駅